# José María Linares Lizarazu
Pour les articles homonymes, voir Lizarazu.
José María Linares Lizarazu est un homme d'État bolivien né le 10 juillet 1808 à Potosí et mort le 23 octobre 1861 à Valparaíso au Chili. Il est président de la Bolivie d'octobre 1857 à janvier 1861.